# Tuila'epa Sailele Malielegaoi
Tuila'epa Sailele Malielegaoi (14 de abril de 1945) es un político y economista samoano que se desempeñó como primer ministro de Samoa desde el 23 de noviembre de 1998 hasta el 24 de mayo de 2021 y actualmente es líder de la oposición desde el 5 de julio de 2023.
Es economista y fue el primer samoano en obtener un máster. Trabajaba para la Unión Europea y la compañía Coopers & Lybrand antes de acceder al puesto de primer ministro. Es diputado en el Parlamento de Samoa desde 1980 y líder del partido Partido para la Protección de los Derechos Humanos.

## Biografía

### Primeros años
Nacido en Lepa, en la entonces colonia de Samoa Occidental, el 14 de abril de 1945, Malielegaoi es economista de profesión. Asistió a la escuela secundaria en el Colegio St. Jospeh en Lotopa; Luego obtuvo una maestría de la Universidad de Auckland, convirtiéndose en el primer samoano en recibir un título de maestría en el comercio.
Trabajó para la Comunidad Económica Europea y Coopers & Lybrand, antes de ser elegido para el Parlamento de Samoa en 1980.

### Carrera política
Tuilaepa fue vice primer ministro y Ministro de Finanzas en el gobierno de Tofilau Eti Alesana tras el retorno al poder del Partido para la Protección de los Derechos Humanos (HRPP por sus siglas en inglés), luego de la caída del gobierno de coalición de Va'ai Kolone y Tupua. Durante un tiempo fue vice primer ministro y Ministro de Finanzas hasta un tiempo después de que Tofilau dejara el poder. Sin embargo, después de una remodelación del gabinete después de las siguientes elecciones en las que estuvo al frente el HRPP por un término adicional, Tuilaepa renunció al cargo de Ministro de Economía y se lo entregó a Misa Telefoni Retzlaff que también se convirtió en el nuevo vice primer ministro.
La razón dada para la renuncia de Tuilaepa fue la cantidad de responsabilidad y trabajo que implica ser a la vez el primer ministro y el ministro de Finanzas. Afirmando que para hacer el trabajo correctamente se requiere tiempo completo. Tuilaepa ha reasignado el doble del cargo de Finanzas desde ese momento. Tuilaepa ganó las primeras elecciones para representar a su distrito, Lepa, en 1980, después de la muerte del representante anterior. Ha sido reelegido para representar a Lepa desde entonces. En 1996, fue nuevamente nombrado vice primer ministro. En 1998, el primer ministro Tofilau Eti Alesana renunció por mala salud, por lo que Tuilaepa ocupó el cargo interinamente hasta las elecciones del 2 de marzo de 2001, donde ganó con el 44,8% de los votos.

### Primer ministro de Samoa

#### Política exterior

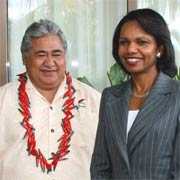
Tuilaepa junto a Condoleezza Rice, entonces Secretaria de Estado de los Estados Unidos, en junio de 2008.

Bajo el gobierno de Tuilaepa, inicentivando la integración regional, se fundó el Grupo de Líderes Polinesios, junto al Reino de Tonga y Tuvalu, un grupo regional destinado a cooperar en una variedad de temas, incluyendo la cultura, el idioma, la educación, las respuestas al cambio climático, el comercio y la inversión.
Tuilaepa ha destacado dentro de Oceanía como uno de los críticos más vocales de Frank Bainimarama, el Presidente de facto de Fiyi tras el golpe de Estado perpetuado en ese país en 2006, afirmando que Bainimarama le había faltado el respeto a los demás líderes oceánicos en diversas ocasiones. Después del golpe, Tuilaepa afirmó que Bainimarama no tenía ninguna intención de llevar a Fiyi de vuelta a la democracia y convocar a elecciones libres y justas. También citó numerosas acciones de Bainimarama para respaldar sus críticas, incluyendo la derogación de garantías a los líderes en una reunión regional en Tonga de que las elecciones se llevarían a cabo en mayo de 2008. También se refirió al Presidente de Fiyi de manera despectiva durante las reuniones del Foro de las Islas del Pacífico en Niue y Papúa Nueva Guinea. Tuilaepa recalcó que el fracaso de las negociaciones con Bainimarama hace imposible resolver los problemas por la "vía pacífica".
En febrero de 2009, el cruce entre Tuilaepa y Bainimarama continuó cuando este último acusó a Tuilaepa de ser un gobierno títere que recibía dictados de Nueva Zelanda. Describió al primer ministro samoano como "anti-Pacífico". Tuilaepa respondió acusando a Bainimarama de alcoholismo y poniendo en duda si Bainimarama estaba sobrio cuando hizo esas afirmaciones.

#### Aspiraciones deportivas
En los Juegos del Pacífico Sur 2007, Tuilaepa participó en el tiro con arco, convirtiéndose en el primer jefe de gobierno electo de un país en representar a su país en un evento deportivo internacional. Después de haber escogido el deporte sólo cinco meses antes de los Juegos, Tuilaepa ocupó el segundo lugar en Samoa en aquella disciplina. El hijo del primer ministro era también un miembro del equipo de reserva.
En el décimo día de los Juegos, Tuilaepa ganó una medalla de plata.

#### Controversia

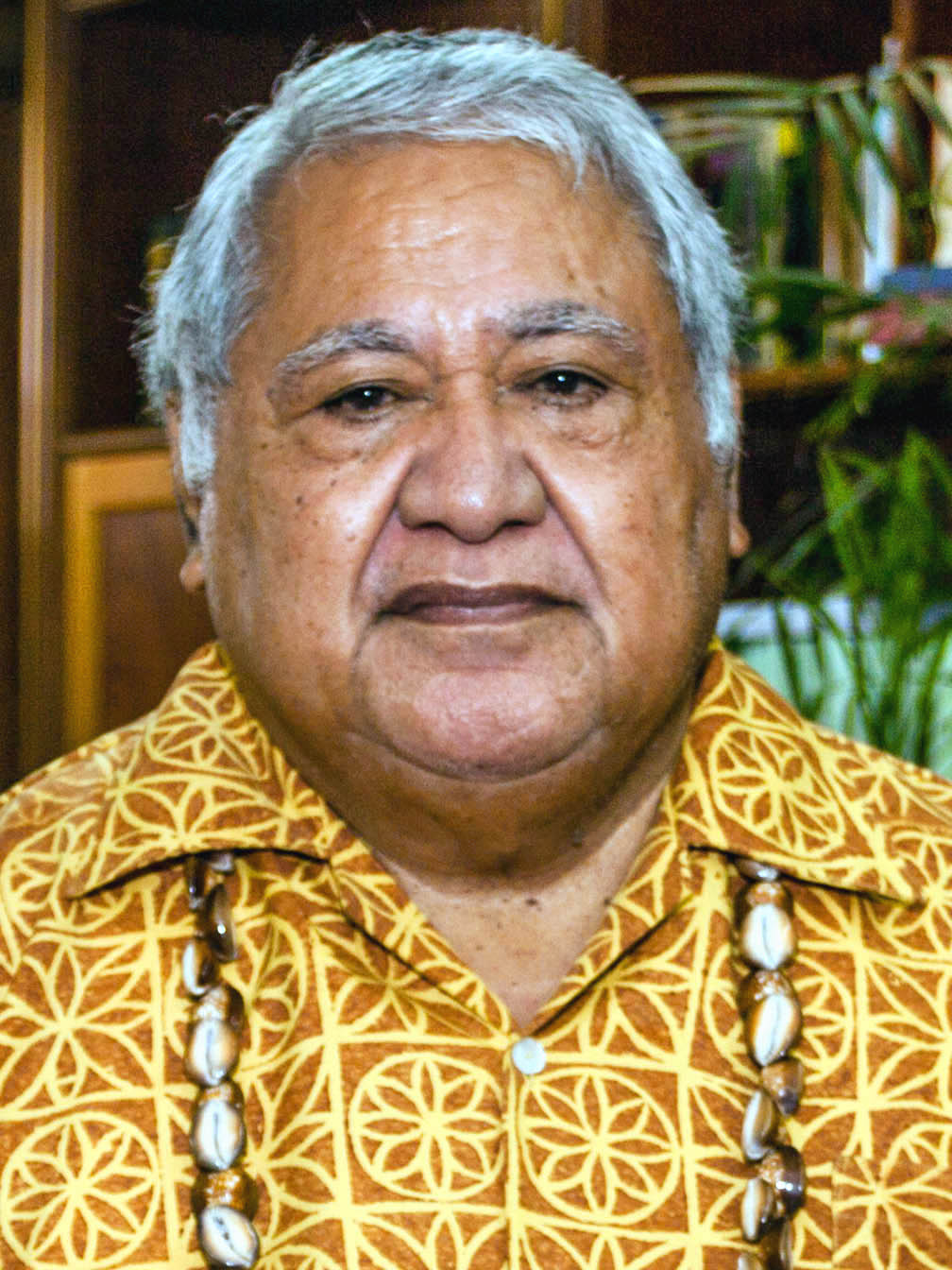
Tuilaepa en 2014.

El gobierno de Tuilaepa aprobó una controvertida ley para cambiar el sentido de circulación en Samoa de la derecha a la izquierda. La controversia dio lugar a una manifestación pacífica que reunió a miles a personas, siendo la manifestación de protesta más grande en la historia de Samoa. Esto generó la fundación de Partido Popular, un partido político establecido precisamente por la protesta en contra de cambiar de sentido.
En 2011, el gobierno introdujo otro proyecto de ley para sacar a Samoa del lado Este de la línea internacional de cambio de fecha, con el fin de facilitar las relaciones con Australia y Nueva Zelanda, (asegurándose de que Samoa ya no estaría un día natural lejos de ellos). De acuerdo con editor de Samoa Observer, Keni Lesa, muchos samoanos vieron el proyecto como "otra idea loca de nuestro primer ministro loco". Los políticos de oposición también criticaron el cambio, con el argumento de que no aumentaría las exportaciones, y que lo único que haría, de hecho, sería privar a Samoa de "su punto de venta única de turismo como el último lugar en la tierra para ver el sol", justo al este de la línea de fecha. Tuilaepa respondió llamando al líder de la oposición Lealailepule Rimoni Aiafi (del Partido Samoa Tautua) "muy estúpido", añadiendo que "sólo un idiota" sería incapaz de notar los méritos del cambio de lado. Sin embargo, el proyecto contó con el apoyo de la Cámara de Comercio de Samoa y la gran mayoría del sector privado y financiero. El principal beneficio es que, dado que la mayor parte del comercio se lleva a cabo con Nueva Zelanda y Australia, y un sector creciente del comercio con el Sudeste y Este de Asia, al estar en el mismo día que estos socios comerciales más importantes daría lugar a mejoras en la productividad, ya que más comercio podría facilitarse durante una semana de cinco días compartida, en comparación con la situación anterior de tener sólo el intercambio de tres días de la semana para realizar negocios.

En agosto de 2012, Tuilaepa "se burló" luego de que se le planteara la idea de que Samoa despenalizaría la homosexualidad (que se castiga con siete años de cárcel en el país) y seguiría el ejemplo de Nueva Zelanda en aprobar los matrimonios entre personas del mismo sexo, respondiendo irónicamente que su interlocutor estaba "soñando". En marzo de 2013 reafirmó esta posición alegando creencias religiosas, y luego de asegurar que el tema no se plantearía jamás mientras él estuviera en el poder, no dejó de reiterar que la homosexualidad "es un pecado". Sin embargo, ese mismo año, el parlamento mayoritario de Tuilaepa aprobó una ley que protegía a los homosexuales de discriminación laboral.